# Ostrya rehderiana
Espèce
Classification phylogénétique
Statut de conservation UICN

 CR  : 
En danger critique
Ostrya rehderiana est une espèce d'arbres du genre Ostrya, de la famille des Betulaceae.